# Nissolia
Nissolia es un género de plantas con flores con 57 especies perteneciente a la familia Fabaceae. Es originario de Norteamérica

## Especies seleccionadas
- Nissolia aculeata
- Nissolia acuminata
- Nissolia arrabidae
- Nissolia arborea
- Nissolia berteroniana
- Nissolia bicallosa
- Nissolia chiapensis